# Svante Thunberg
Svante Fritz Vilhelm Ernman Thunberg, ogift Thunberg, född 10 juni 1969 i Boo församling i Stockholms län, är en svensk skådespelare och producent. Han är far till miljöaktivisten Greta Thunberg.

## Biografi
Svante Thunberg är son till skådespelarna Olof Thunberg och Mona Andersson och växte upp i Saltsjö-Boo.
År 1991 var han engagerad vid Dramaten och han antogs året därpå till skådespelarlinjen vid teater- och operahögskolan på Göteborgs universitet, där han gick i tre och ett halvt år. Han var engagerad vid Riksteatern och turnerade med Unga Riks föreställningar, däribland Thomas Tidholms Tralala-la (1997), Börje Lindströms Sprit (1998), Irena Kraus Ciao bella (1999) och Isa Schöiers Min bror (2000) samt En hopplös grabb (2001). 1998 medverkade han i TV-serien Skärgårdsdoktorn. Han har också varit knuten till Östgötateatern i Norrköping. 2002 hade han huvudrollen i Ditte Feuks konsertfilm Joseph – musikens förförare i Sveriges Television, där han gestaltade kompositören Joseph Martin Kraus.
Thunberg är manager och producent för hustrun och operasångerskan Malena Ernman och finns bland upphovsmännen till Ernmans album Opera di fiori (2011) och Sverige (2016). Han är ordförande i Ernman Produktion AB och Northern Grace AB. Thunberg skriver också manus, regisserar och är med som skådespelare i Ernmans årliga julturnéer.
Svante Thunberg och Malena Ernman är gifta sedan 2004 och tillsammans har de två döttrar, miljöaktivisten Greta Thunberg (född 2003) och sångerskan Beata Ernman (född 2005). Flera år senare namnändrade han från Thunberg till Ernman Thunberg. Tillsammans har makarna gett ut boken Scener ur hjärtat, som är skriven som en självbiografi där man får följa Malena Ernmans liv och hennes familj; en senare upplaga av boken inkluderar även döttrarna som författare.
I december 2018 följde han med Greta Thunberg till FN:s klimatkonferens i Katowice i Polen. Den 14 augusti 2019 seglade han tillsammans med henne från Plymouth över Atlanten mot Amerika i segelbåten Malizia II och anlände till New York den 28 augusti.

## Teater

### Roller
| År   | Roll                  | Produktion                                              | Regi          | Teater                   |
| ---- | --------------------- | ------------------------------------------------------- | ------------- | ------------------------ |
| 1994 | Nonno Förste spejaren | Mio min Mio Astrid Lindgren                             | Eva Molin     | Helsingborgs stadsteater |
| 1995 | Beppo                 | Gruffet i Chiozza (Le baruffe chiozzotte) Carlo Goldoni | Jörgen Düberg | Helsingborgs stadsteater |